# Graf bipartit complet
En teoria de grafs un graf bipartit complet és aquell graf bipartit en el qual tots els vèrtexs de la partició {\displaystyle V_{1}} estan connectats a tots els vèrtexs de la partició {\displaystyle V_{2}} i viceversa.

## Definició
Un graf bipartit complet {\displaystyle G:=(V_{1}\cup V_{2},E)\,} és un graf bipartit tal que {\displaystyle \forall v_{1}\in V_{1},\forall \ v_{2}\in V_{2}\rightarrow i(v_{1},v_{2})\in E.\,} És a dir, un graf bipartit complet està format per dos conjunts disjunts de vèrtexs i totes les possibles arestes que uneixen aquests vèrtexs.
El graf complet bipartit amb particions de mida {\displaystyle \left|V_{1}\right|=m} i {\displaystyle \left|V_{2}\right|=n,} és denotat com {\displaystyle K_{m,n}\,}.

## Exemples
- K3,1
- K3,2
- K3,3

## Propietats

Sigui {\displaystyle K_{m,n}} un graf bipartit amb {\displaystyle \left|V_{1}\right|=m} i {\displaystyle \left|V_{2}\right|=n}, es verifica que {\displaystyle \left|E\right|=\left|V_{1}\right|\cdot \left|V_{2}\right|=m\cdot n} i {\displaystyle K_{m,n}\,} posseeix {\displaystyle m^{n-1}\cdot n^{m-1}} arbres d'expansió.
- Donat un graf bipartit, comprovar si conté un subgraf bipartit complet {\displaystyle K_{i,i}} per un paràmetre {\displaystyle i} és un problema NP-complet.[4]
Un graf planar no pot contenir K3,3 com a subconjunt, i un graf planar exterior (sense vèrtexs interns) no pot contenir K3,2 com a subconjunt. (No són condicions suficients per a la planaritat i la planaritat exterior, però són necessàries). D'altra banda, segons el teorema de Wagner, tot graf no planar conté K3,3 o bé el graf complet K₅ com a subconjunts.
K_{3,3}

- Tot graf bipartit complet de la forma {\displaystyle K_{i,i}} és un graf de Moore.[6]
- Tot graf bipartit complet és un graf modular, és a dir, cada triplet de vèrtexs té una mediana que pertany als camins més curts entre cada parell possible d'aquests vèrtexs.[7]